# Kommaghatta, Bangalore South
Kommaghatta là một làng thuộc tehsil Bangalore South, huyện Bangalore Urban, bang Karnataka, Ấn Độ.